# یوکای خنجری
یوکای خنجری (نام علمی: Yucca aloifolia) نام یک گونه از سرده یوکا است.